# Bulletin of the American Schools of Oriental Research
Bulletin of the American Schools of Oriental Research est l'une des trois revues académiques publiées par l'American Schools of Oriental Research.  

## Histoire
Le titre initial de la revue était Bulletin of the American School of Oriental Research in Jerusalem, en 1919. Le Bulletin a pris son nom actuel en 1921.   